# Membrane atlanto-occipitale antérieure
La membrane atlanto-occipitale antérieure (ou membrane occipito-atloïdienne antérieure) est le segment antérieur de la capsule de l'articulation atlanto-occipitale.
Elle est large et composée de fibres densément tissées, qui descend du bord antérieur du foramen magnum vers le bord supérieur de l'arc antérieur de l'atlas.

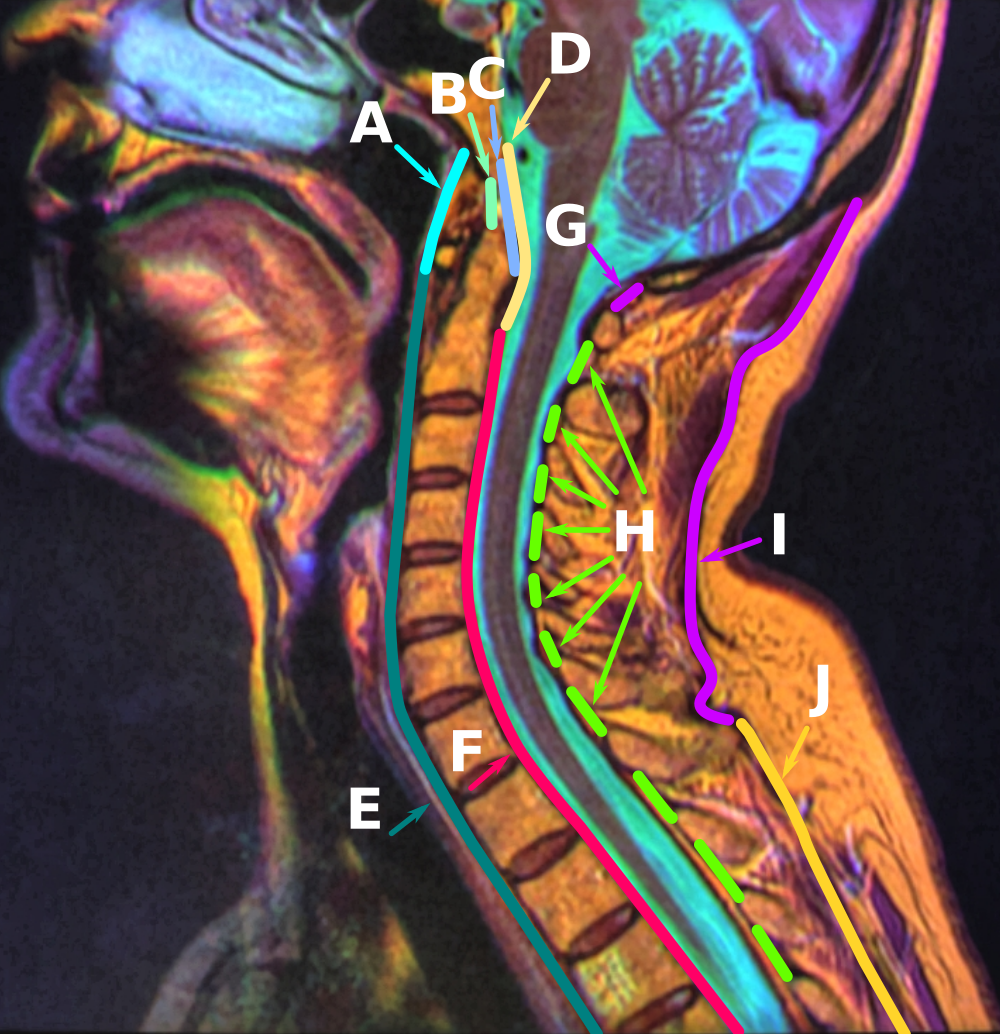
A : La membrane atlanto-occipitale antérieure.

Latéralement, elle est en continuité avec les capsules articulaires.
À l'avant, elle est renforcée sur la ligne médiane par un cordon solide et arrondi qui relie la partie basilaire de l'os occipital au tubercule de l'arc antérieur de l'atlas : le ligament atlanto-occipital antérieur. Elle est également renforcée par le ligament longitudinal antérieur.
Cette membrane est en relation en avant avec les muscles droits antérieurs de la tête et en arrière avec les ligaments alaires.